# Anochilia nitida
Anochilia nitida är en skalbaggsart som beskrevs av Pouillaude 1915. Anochilia nitida ingår i släktet Anochilia och familjen Cetoniidae. Inga underarter finns listade i Catalogue of Life.